# Pteropus faunulus
Pteropus faunulus là một loài động vật có vú trong họ Dơi quạ, bộ Dơi. Loài này được Miller mô tả năm 1902.

## Hình ảnh

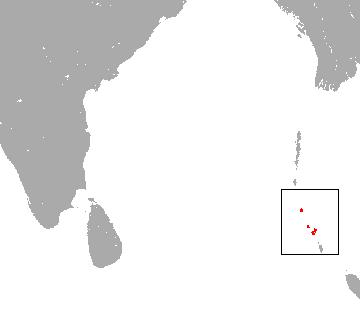